# František Kincl
František Kincl (* 2. Februar 1941 in Říčany u Brna) war ein tschechoslowakischer Abgeordneter, Politiker der Kommunistischen Partei der Tschechoslowakei und Innenminister in der Tschechoslowakei.

## Leben, Politische Karriere
František Kincl war tschechischer und tschechoslowakischer Politiker. Er stammte aus einer Arbeiterfamilie. Er absolvierte eine Ausbildung zum Maurer und absolvierte die Fachhochschule für Maschinenbau. Später absolvierte er die Technische Universität Brünn. Er wurde 1966 Mitglied der Kommunistischen Partei. 1965 trat er dem Sbor národní bezpečnosti SNB (Korps für die Nationale Sicherheit, eine Behörde für polizeiliche und geheimdienstliche Aufgaben) bei, von 1979 bis 1988 war er Chef der SNB-Regionalverwaltung in Ostrava. Im Oktober 1988 wurde er Innenminister in der Regierung Ladislav Adamec. Er blieb in dieser Position bis zum 3. Dezember 1989, als die Regierung infolge der sog. samtenen Revolution ihre Geschäfte aufgab. Ab dem 29. November 1989 hat er das Amt des Ministers jedoch wegen Erkrankung nicht mehr ausgeübt. Von 24. Mai 1986 bis 8. Januar 1990 war er Abgeordneter im Tschechischen Nationalrat.
Im Oktober 1993 wurde er vom Hohen Militärgericht in Tábor zusammen mit anderen Führern der Sicherheitskräfte vor November zu drei Jahren Gefängnis verurteilt, weil er die Autorität eines Beamten missbraucht hatte. Insbesondere sollte die illegale „präventive Isolation“ von mehreren hundert Oppositionsaktivisten zu dieser Zeit genutzt werden. In einer anderen Gerichtsverhandlung, die 2002 begann und ebenfalls mit seiner Tätigkeit im Korps für die Nationale Sicherheit SNB zusammenhing, wurde er zu drei Jahren Haft mit Bewährung verurteilt. Es handelte sich um die sogenannte „Causa Asanace“ (Sanierung), nachdem Ende der 1970er Jahre ein starker Druck (zum Teil auch physischer Art) auf Oppositionelle, unter anderem auf Unterzeichner der Charta 77 ausgeübt wurde mit dem Ziel, sie zum Verlassen der Tschechoslowakei zu bringen.